# Ximena Galarza
Ximena Galarza, née le 14 janvier 1972, est depuis 25 ans, une journaliste bolivienne. Elle exerce en tant que présentatrice de télévision et rédactrice en chef sur certaines des chaînes d'information les plus importantes de son pays, notamment Red Uno, Cadena A (es) et TVU.
Elle reçoit, le 4 mars 2020, le prix international de la femme de courage, remis par Melania Trump, première dame des États-Unis et Mike Pompeo, secrétaire d'État des États-Unis. Ce prix lui est décerné pour avoir risqué sa carrière et sa liberté en dénonçant les fraudes électorales dans son pays.

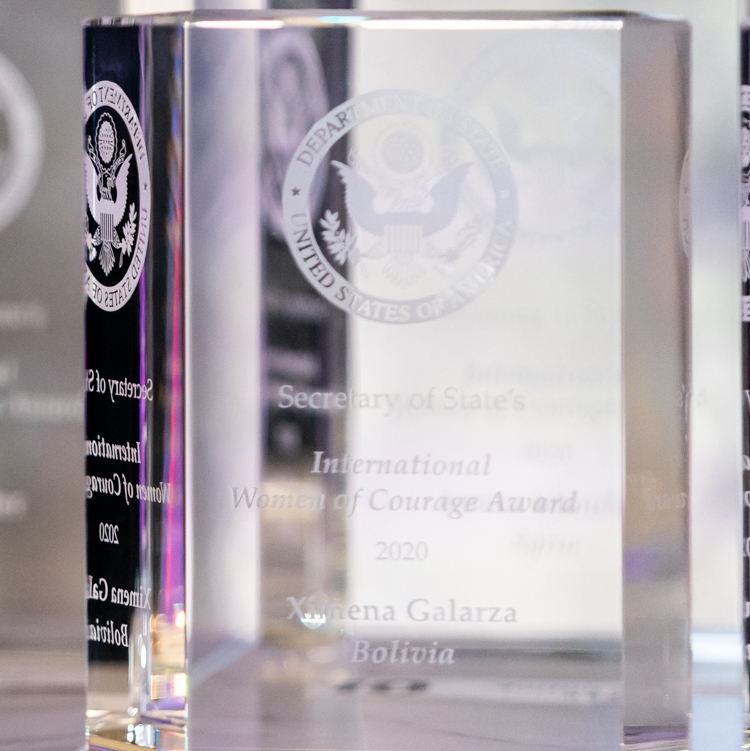
Le prix de la femme de courage 2020, remis à Ximena Galarzale 4 mars 2020.

## Source de la traduction
- (en) Cet article est partiellement ou en totalité issu de l’article de Wikipédia en anglais intitulé « Ximena Galarza » (voir la liste des auteurs).